# Lycochloa
Lycochloa là một chi thực vật có hoa trong họ Hòa thảo (Poaceae).

## Loài
Chi Lycochloa gồm các loài: